# Ma ma
Pour les articles homonymes, voir Mama.
Pour plus de détails, voir Fiche technique et Distribution.
Ma ma est un film  espagnol réalisé  par Julio Medem, sorti en 2015.

## Synopsis
Magda, mère d'un petit garçon de 10 ans, a du mal à faire face à la perte de son emploi d'institutrice et le départ de son mari. Mais lorsqu'on lui diagnostique un cancer du sein, elle décide de vivre pleinement chaque instant, plutôt que de baisser les bras. Elle profite de son fils, de son médecin bienveillant et d'un homme qu'elle vient à peine de rencontrer. De son combat contre la maladie naîtra une grande histoire d'amour entre tous.

## Fiche technique
- Titre original : Ma ma
- Réalisateur et scénario : Julio Medem
- Production : Penélope Cruz, Julio Medem, Alvaro Longoria et Alexandra Lebret
- Producteurs délégués : Alvaro Longoria et Enrique Batet
- Format : Couleurs
- Durée : 111 minutes
- Langue : espagnol
- Pays :  Espagne
- Dates de sortie :
  - Espagne : 11 septembre 2015
  - France : 8 juin 2016

## Distribution
- Penélope Cruz (VFB : Maia Baran) : Magda
- Luis Tosar (VFB : Philippe Résimont) : Arturo
- Asier Etxeandia (VFB : Philippe Allard) : Julián
- Teo Planell (VFB : Igor Van Dessel) : Dani
- Anna Jiménez : Natasha
- Àlex Brendemühl (VFB : Jean-Michel Vovk) : Raul

Voix additionnelles : Sophie Landresse, Karim Barras, Simon Duprez, Alexis Flamant, Tony Beck, Sébastien Hébrant, Myriem Akheddiou et Delphine Chauvier.
- Version française
  - Studio de doublage : C You Soon 
  - Direction artistique : Alexandra Correa (dialogues), Nathalie Stas (chants)
  - Adaptation des dialogues : Valérie Denis (dialogues), Nathalie Stas (chants)

Source : carton de doublage lors de la diffusion sur La Trois (RTBF, Belgique) le 7 avril 2022 

## Box office
- France : 22 201 entrées[2]